# Extratextualidad
La extratextualidad es, dentro del campo más general de la intertextualidad en la narratología, la relación que existe entre un texto determinado de un autor y otro texto o textos de autor o autores diferentes, las llamadas reminiscencias o influencias que se encuentran en un texto de autores anteriores y que suponen, de hecho, asumir una tradición cultural, un registro o hasta una máscara estilística y temática ya acuñada previamente. Se opone a la intratextualidad, o referencia textual en primer grado del texto de un autor a otros textos anteriores o posteriores de su misma producción.